# Добиндол
Добиндол (словен. Dobindol) — поселення в общині Доленьське Топлице, регіон Південно-Східна Словенія, Словенія. Висота над рівнем моря: 259 м.